# Albí (cònsol 493)
Caecina Deci Faust Albí(fl. 490–525) va ser un polític romà durant el regnat del rei ostrogot Teodoric el Gran. Va ocupar el consolat amb Eusebi l'any 493. Albí és conegut sobretot per ser identificat amb el senador que Boeci va defensar de les acusacions de correspondència traïdora amb l'Imperi Romà d'Orient per part del referandari (canceller) Ciprià, només perquè Ciprià va acusar Boeci del mateix delicte.
Albí era fill de Cecina Deci Màxim Basili (cònsol el 480), i germà d'Aviè (cònsol el 501), Teodor (cònsol el 505) i Inportú. John Moorhead argumenta que els germans estaven en bàndols diferents del cisma laurentià, amb Albí i Aviè donant suport a Símmac i Teodor i Inportú donant suport a Laurenci. El Liber Pontificalis informa que Albí i la seva esposa Glafira, durant el pontificat de Símmac, van construir una basílica dedicada a Sant Pere a la Via Trebana, al punt quilomètric 27, a la granja de Pacinià.
El 523 o 524, el Ciprià va acusar Albí d'intercanviar correspondència traïdora, amb l'Imperi Romà d'Orient, davant del rei Teodoric a la seva cort de Verona. Boeci, que més tard es va explicar a si mateix com si hagués "incomptables vegades interposat la meva autoritat per protegir els homes miserables del perill quan eren assetjats per les infinites acusacions falses dels bàrbars en la seva contínua i impune set de riquesa", va fer un pas endavant per protegir Albí. Ciprià va acusar llavors Boeci del mateix delicte; Boeci va ser empresonat i finalment executat. En paraules de Thomas Hodgkin, «Albí desapareix de la narrativa, però probablement va ser condemnat juntament amb Boeci».